# Diocèse de Guanare

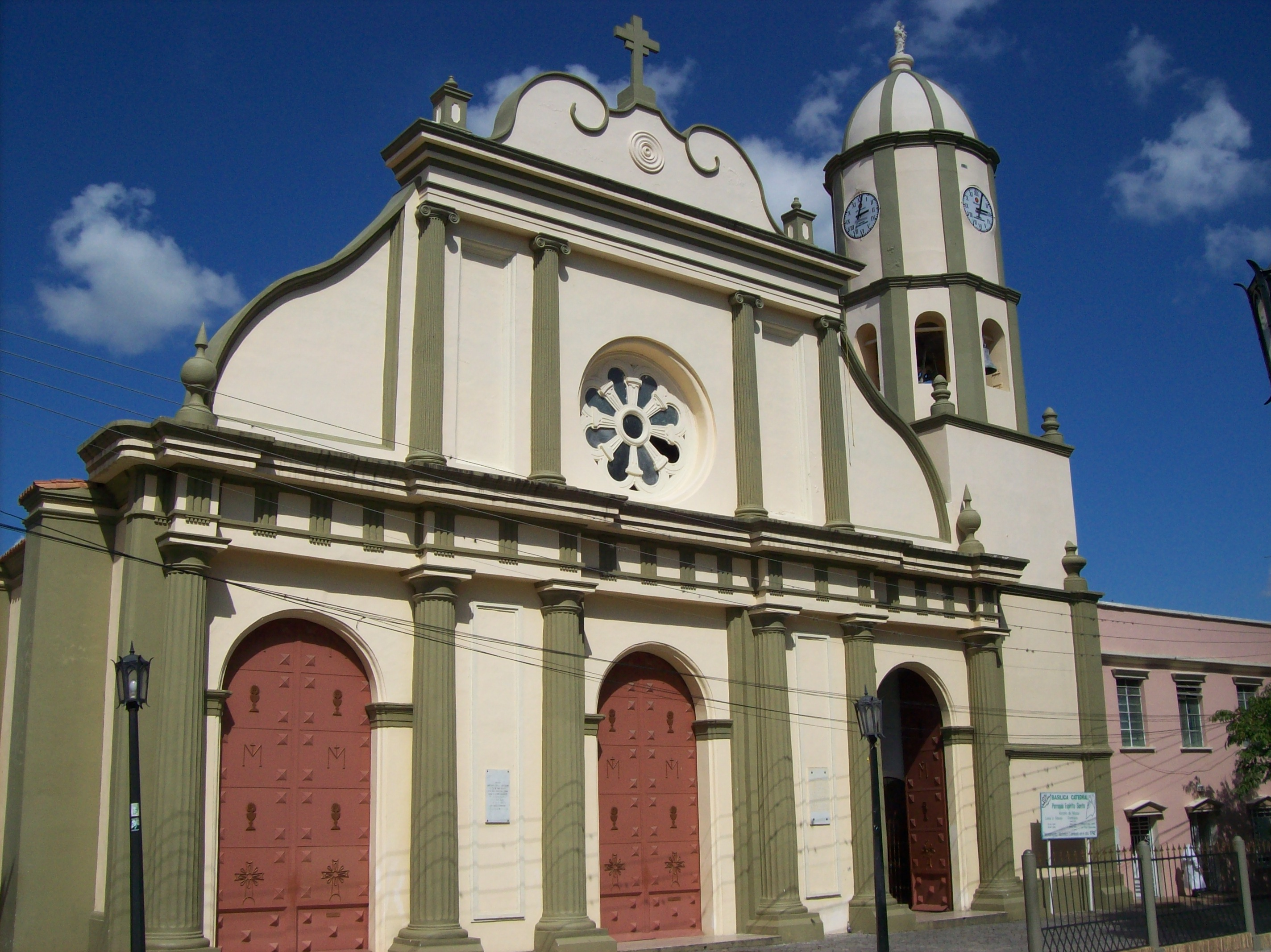
Cathédrale Notre-Dame de Coromoto à Guanare, capitale de l'État portugais. Venezuela

Le diocèse de Guanare (en latin : Diœcesis Guanarensis ; en espagnol : Diócesis de Guanare) est un diocèse de l'Église catholique au Venezuela, suffragant de l'archidiocèse de Barquisimeto.

## Territoire

Carte des diocèses du Venezuela avec le diocèse de Guanare en rouge

Le diocèse se trouve en partie dans l'État de Portuguesa, le reste de cet État étant dans le diocèse d'Acarigua-Araure. Son territoire a une superficie de 9 710 km2 avec 18 paroisses. Il est suffragant de l'archidiocèse de Barquisimeto.
Le siège épiscopal est dans la ville de Guanare à la cathédrale Notre-Dame-de-Coromoto, qui a aussi les statuts de basilique mineure et de sanctuaire national.
Dans ce diocèse se situe aussi la basilique Notre-Dame-de-Coromoto sur le territoire de la paroisse civile de La Virgen de Coromoto, qui a également les statuts de basilique mineure et de sanctuaire national, dédiée à Notre-Dame de Coromoto, patronne du Venezuela. Situé à 25 km2 de Guanare, le sanctuaire est inauguré et consacré par Jean-Paul II lors de sa deuxième visite au Venezuela en février 1996 et élevé au rang de basilique mineure le 12 août 2006 par Benoît XVI.

## Histoire
Le diocèse est érigé le 7 juin 1954 par la bulle pontificale Ex quo tempore du pape Pie XII en prenant des territoires des diocèses de Barquisimeto et de Calabozo (aujourd'hui tous deux archidiocèses). Le 27 décembre 2002, une partie de son territoire est cédée pour la création du diocèse d'Acarigua-Araure.

## Évêques
- Pedro Pablo Tenreiro Francia (1954-1965)
- Eduardo Herrera Riera (1966-1970) nommé évêque auxiliaire de Barquisimeto
- Ángel Adolfo Polachini Rodríguez (1971-1994)
- Alejandro Figueroa Medina (1995-2000)
- José Sótero Valero Ruz (2001-2011)
- José de la Trinité Valera Angulo (2011-  )

## Sources
- http://www.catholic-hierarchy.org